# Complesso monumentale di San Silvestro
Il complesso monumentale di San Silvestro a Vicenza è quanto rimane del monastero benedettino costruito probabilmente nell'VIII secolo ed ora completamente ristrutturato, costituito dalla chiesa a tre navate con absidi semicircolari e dall'area monastica, adibita in epoca recente a residenza universitaria, ora abbandonata in seguito a cedimenti e fessurazioni di numerose zone dell'edificio, come conseguenza del terremoto dell'Emilia del 2012.

## Storia

### Le origini
Sono molto scarsi i documenti altomedievali relativi a questo monastero e del tutto incerta è la data della sua costruzione. Il primo documento relativo a San Silvestro è un placito dell'883 di Carlo il Grosso, in merito ad un contenzioso su otto corti che l'abbazia di Nonantola possedeva nel Vicentino.
Secondo il Barbarano, la chiesa sarebbe stata costruita nel 752 come grancia, organizzazione agricola alle dirette dipendenze dei benedettini dell'abbazia di Nonantola nel modenese, fondata da Astolfo, re dei Longobardi, cognato di Anselmo - già duca del Friuli, forse di famiglia vicentina - e che presto acquisì vasti possedimenti nell'Italia settentrionale.
Nel 1133 una bolla di papa Innocenzo II fa menzione della chiesa nonantoliana di San Silvestro, situata in suburbio Vicentie.
Sembra che nel corso della prima metà del X secolo la chiesa sia crollata, tranne le absidi e i muri perimetrali fino a poco più di due metri dal pavimento. Secondo un'epigrafe andata perduta ma trascritta nel XVI secolo da Francesco Barbarano, nella chiesa ricostruita l'arcivescovo di Ravenna Gualtieri, assieme ad un legato pontificio, nel 1128 consacrò l'altare principale.

### Il monastero benedettino durante il Basso Medioevo
Alcuni documenti degli ultimi due decenni del Duecento, fanno comprendere qual era la situazione del monastero e del contesto cittadino in cui era inserito.
Fino a quel momento mancava in città una vera circoscrizione territoriale delle varie parrocchie e così nel Borgo Berga, ancora poco abitato e fuori delle primitive mura, coesistevano le attività pastorali sia della chiesetta di San Lorenzo in Berica - dipendente dai canonici della cattedrale e situata nei pressi di contrà San Michele - che quella del monastero di San Silvestro. Questa situazione aveva già provocato degli screzi: nel 1252, il papa Innocenzo IV - che dopo la lotta per le investiture tendeva ad accentrare tutta la cura d'anime nei vescovi, togliendola ai monaci che l'avevano esercitata durante l'alto medioevo - con un proprio decreto aveva dato dei limiti ai nonantolani. Il dissidio si acuì quando, durante il periodo del dominio padovano, fu costruita una nuova cinta di mura cittadine che incluse una parte del Borgo e la chiesa di San Lorenzo; intanto questa, nel 1266, era stata concessa agli Eremitani di Sant'Agostino i quali l'avevano demolita per costruire la molto più vasta chiesa di san Michele. Gli atti del processo, di fronte al vescovo di Vicenza Nicelli, dimostrarono che la parrocchia di San Silvestro, gestita dai monaci, era sorta senza un regolare atto di erezione da parte dell'autorità ecclesiastica, ma di fatto funzionava da epoca immemorabile; la giurisdizione venne confermata ed era ancora attiva nel 1452.
Da tempo però la situazione del monastero si trascinava stancamente, in cattive condizioni sia per la mancanza di monaci che di rendite, anche a causa di una cattiva amministrazione da parte degli abati di Nonantola. All'inizio del XIV secolo vi erano presenti soli quattro o cinque monaci, che dovettero ricorrere a un sacerdote secolare per poter assicurare la cura d'anime; un secolo più tardi il monastero era quasi estinto.

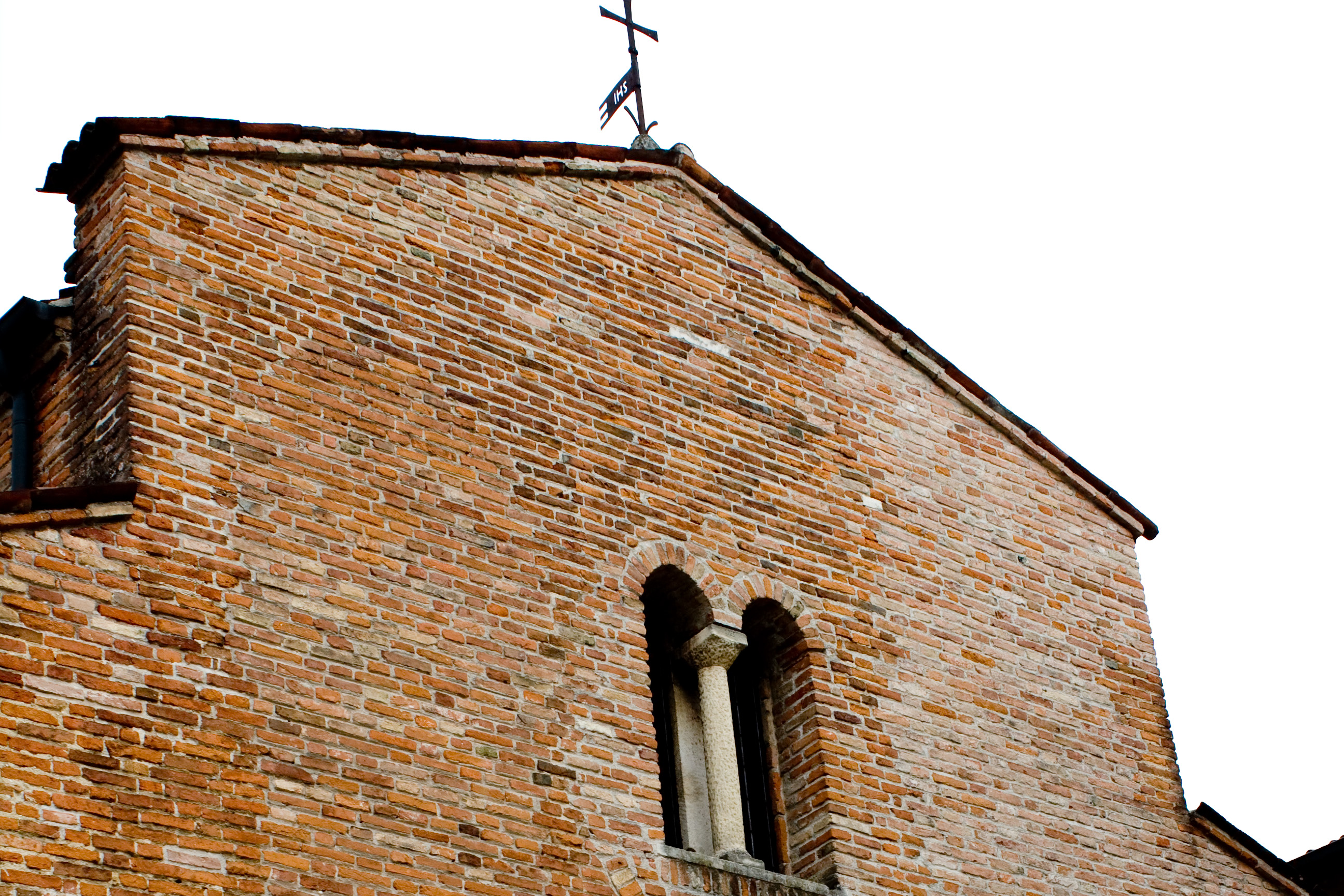
Facciata della Chiesa

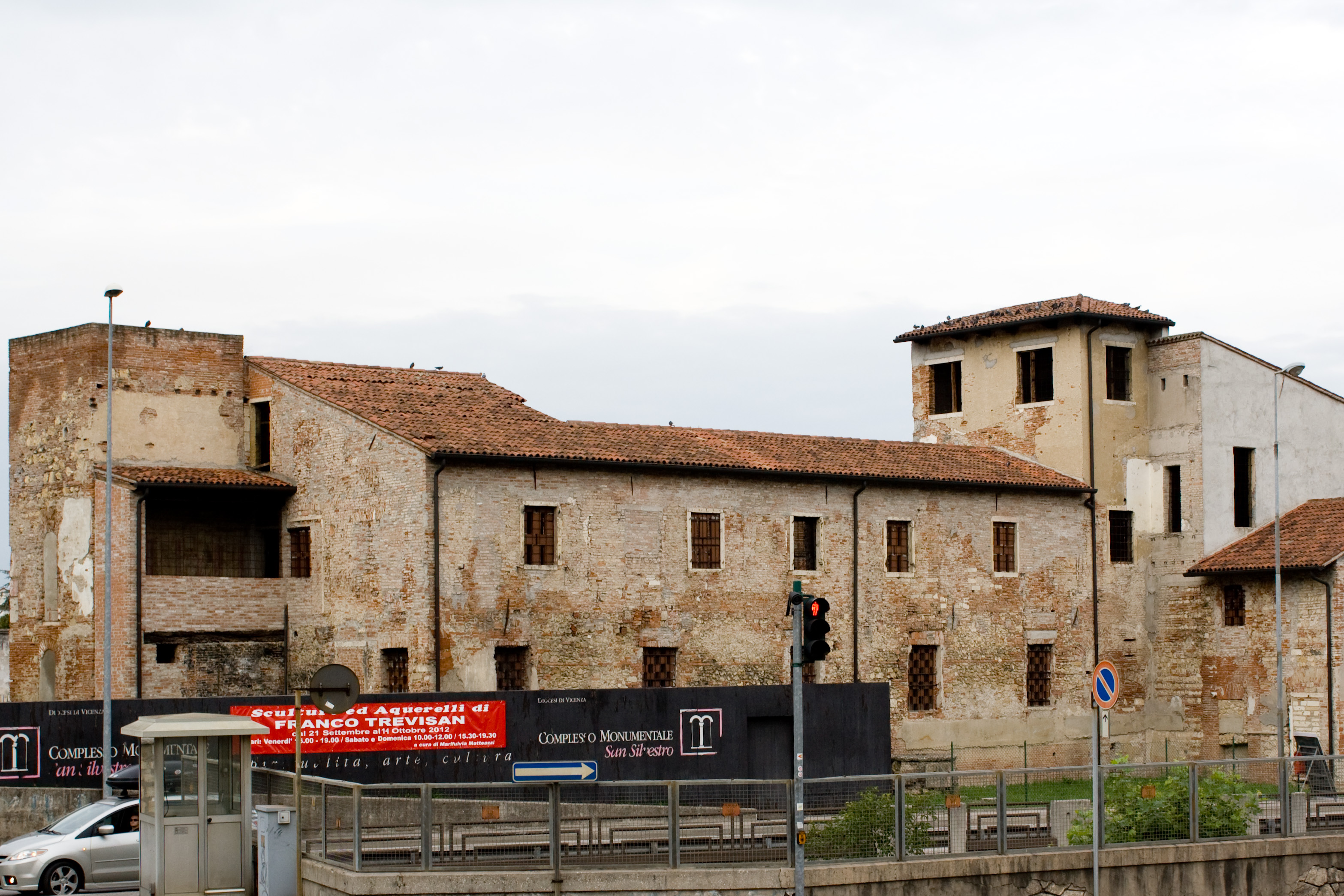
Il complesso monumentale di San Silvestro, visto da viale del Risorgimento

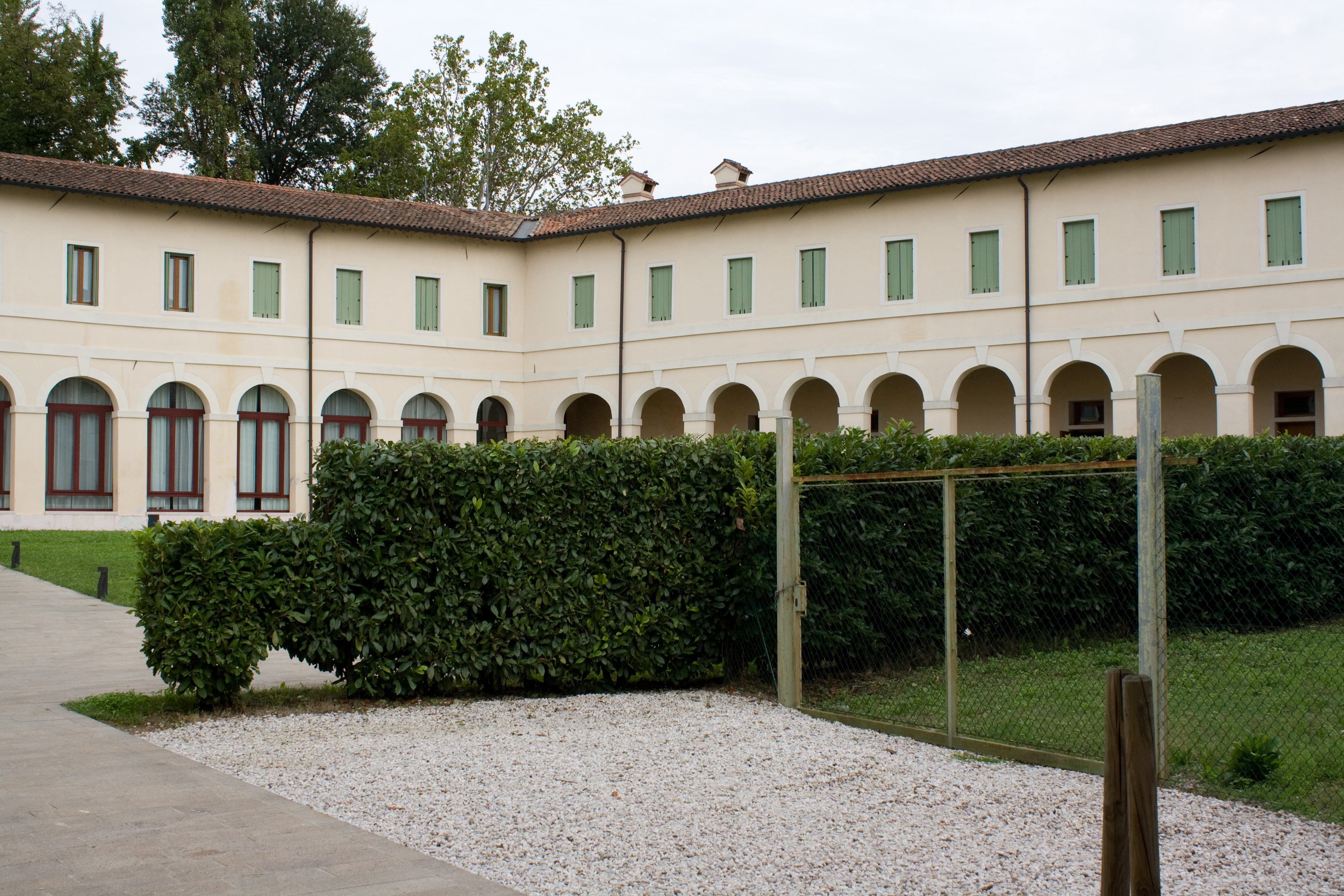
Il chiostro dell'ex monastero di San Silvestro, ristrutturato come residenza universitaria

### Da monastero a commenda e a monastero femminile in età moderna
Durante la prima metà del Quattrocento vennero ancora eletti dei priori del monastero, anche se probabilmente questo era vuoto ed essi si occupavano solo di funzioni parrocchiali. Nel 1464, invece, una bolla di papa Paolo II sostituì il priore con un abate commendatario nel governo del priorato. La commenda passò poi a Lionello Chiericati, vescovo di Arbe, e infine ad un patrizio veneziano della famiglia Michiel; i commendatari incameravano le rendite e delegavano un sacerdote alle funzioni parrocchiali. In questo periodo la chiesa non decadde del tutto.
Nel 1523 Domicilla Thiene e Febronia Trissino, monache della comunità benedettina di San Pietro in Vicenza - forse su ispirazione di san Gaetano Thiene - alla ricerca di un luogo più ritirato chiesero di potersi insediare, insieme ad altre compagne, nel monastero di San Silvestro. Questo ritornò così a rivivere, animato dalla fede e dallo zelo delle monache, talmente alto che - si ricorda nelle cronache - il vescovo dovette intervenire per temperare le regole troppo severe che Domicilla, la badessa, aveva imposto. Nel 1551 nel monastero, il più florido della città, erano presenti ben 25 monache e fino alla metà del Settecento superarono sempre la trentina.
La chiesa, che aveva sei altari, fu rimaneggiata nel 1568 e negli anni seguenti; nel secolo successivo si demolirono le absidi per l'erezione del coro delle monache e si arricchì l'interno di un soffitto a lacunari decorato di sette tele, fra cui cinque di Giulio Carpioni.

### La soppressione e il complesso in età contemporanea
Nella seconda metà del Settecento le vocazioni diminuirono e il numero delle monache si dimezzò. Il 15 maggio 1797, con l'arrivo dell'armata napoleonica, le monache furono obbligate a lasciare il monastero - che fu occupato dalle truppe francesi - e trasferirsi in quello di San Pietro. Nel 1805, con il ritorno dei francesi, il monastero fu nuovamente requisito. La chiesa, che conservava ancora funzioni di parrocchia, dove un sacerdote veniva mantenuto con le rendite del monastero, rimase aperta fino al 1810, anno in cui, in base ai decreti napoleonici, la cura d'anime fu trasferita nella chiesa del soppresso monastero benedettino di Santa Caterina. Tutto il monastero di San Silvestro fu ridotto a caserma e la chiesa venne chiusa. Nel 1809 fu venduto e demolito il campanile, rimaneggiato in forme barocche e ritenuto uno dei più belli della città.
Con l'annessione di Vicenza al regno d'Italia, la caserma assunse il nome del generale Durando e fu destinata alle truppe alpine. Sconsacrato e profanato nelle sue stesse tombe, il vetusto tempio si ridusse ad uno stato di totale abbandono. Nel 1938 fu abbattuto il soffitto seicentesco e rimossi gli altari, dove da tempo erano scomparsi i dipinti. Nel 1944, durante la seconda guerra mondiale, il complesso monastico subì pesanti bombardamenti che sventrarono il tetto.

### Il recupero del complesso
Soltanto nel secondo dopoguerra fu iniziato il restauro della chiesa e di quanto era rimasto del complesso monastico. Una prima fase di lavori fu realizzata dagli "Amici dei Monumenti" di Vicenza dal 1951 in poi, una seconda fase, importante ed imponente, fu realizzata nell'ultimo decennio del Novecento dalla Soprintendenza ai beni architettonici ed ambientali di Verona.
Attualmente la chiesa romanica è adibita a manifestazioni d'arte a cura delle Associazioni Artisti per l'arte sacra della Diocesi di Vicenza.

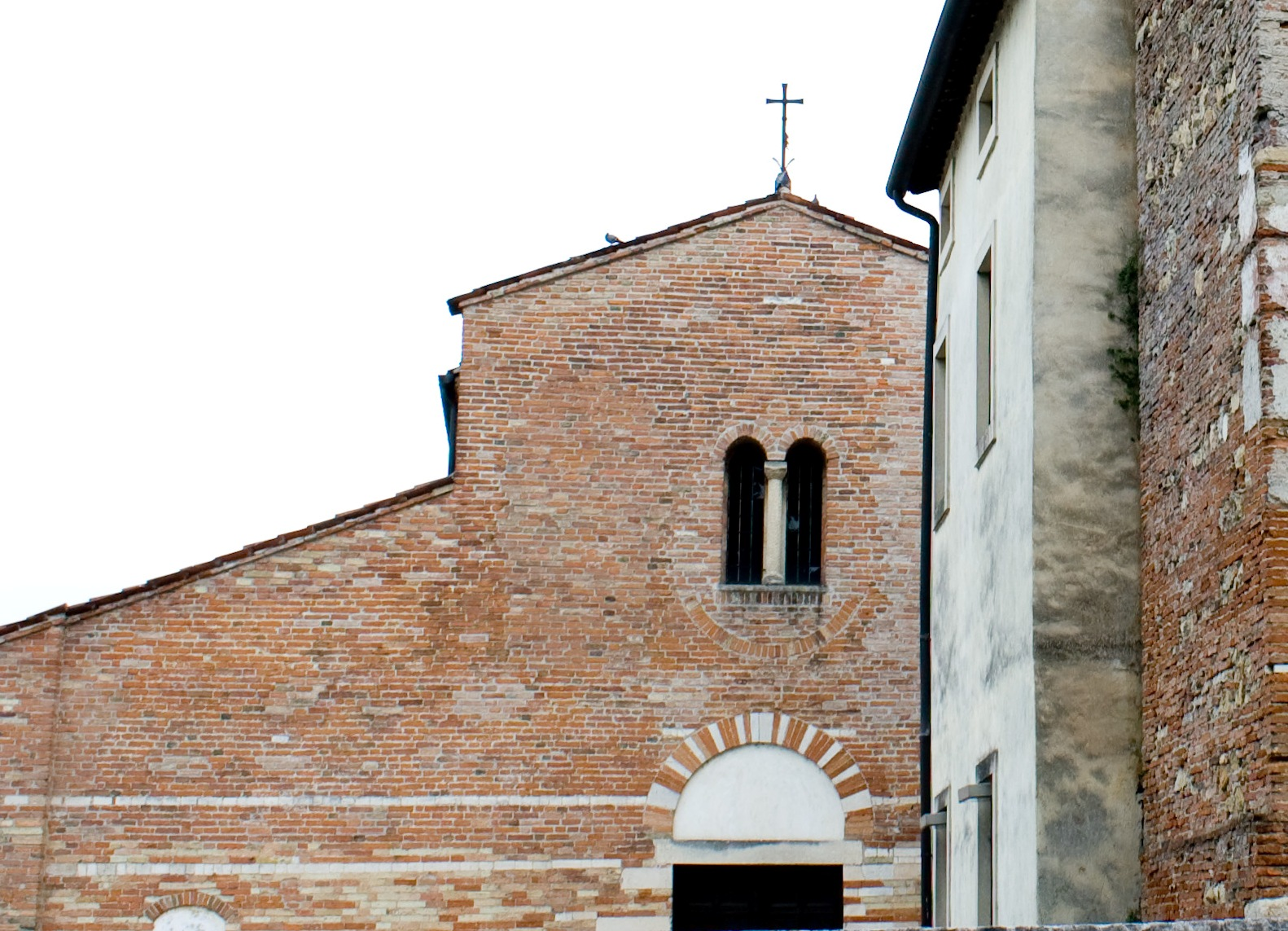
Facciata della Chiesa, particolare

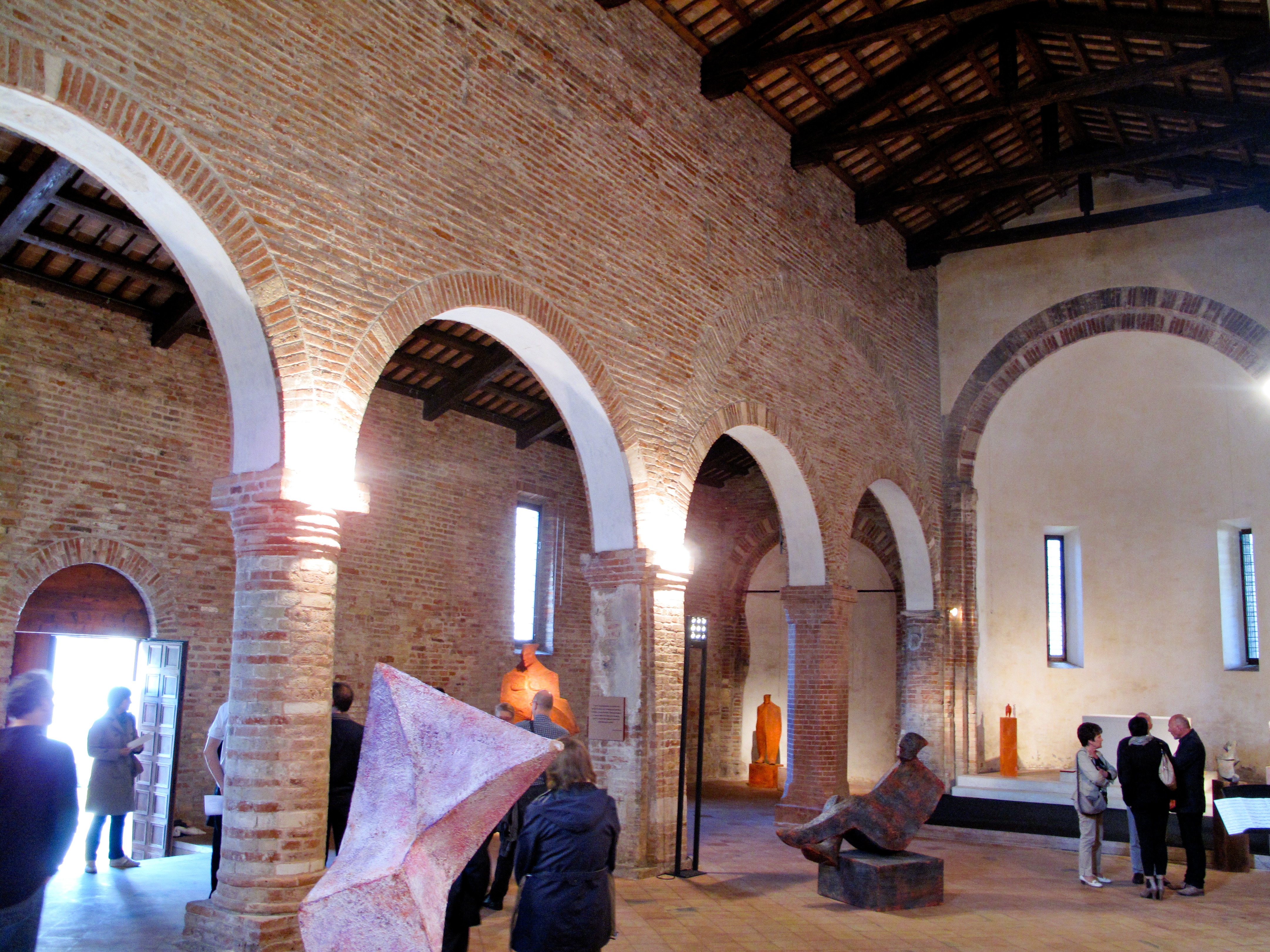
Vicenza - Chiesa di San Silvestro, interno

## Descrizione

### Esterni
Rimosse dal restauro le numerose incrostazioni del tempo, l'aspetto attuale della chiesa è quello del XII secolo, nelle tipiche forme dell'acerbo romanico veronese. La facciata rispecchia la suddivisione e i dislivelli delle navate interne. Caratteristica la porta con una centina di pietre bianche alternate a mattoni, tipiche dell'ambiente veronese. Sopra ad essa, soltanto una bifora, anche se sono evidenti le tracce di altre aperture ora accecate.

### Interno
L'interno è a pianta basilicale a tre navate - la mediana delle quali è più ampia e più alta - concluse da absidi semicircolari; si tratta di una ricostruzione moderna sulle fondamenta delle absidi originali demolite nel Seicento. Le navate sono sostenute da tozzi pilastri quadrati con semplici capitelli; simili alle originali sono le cinque finestrelle a destra sulla navata centrale, mentre più tardive sono le grandi finestre a settentrione.

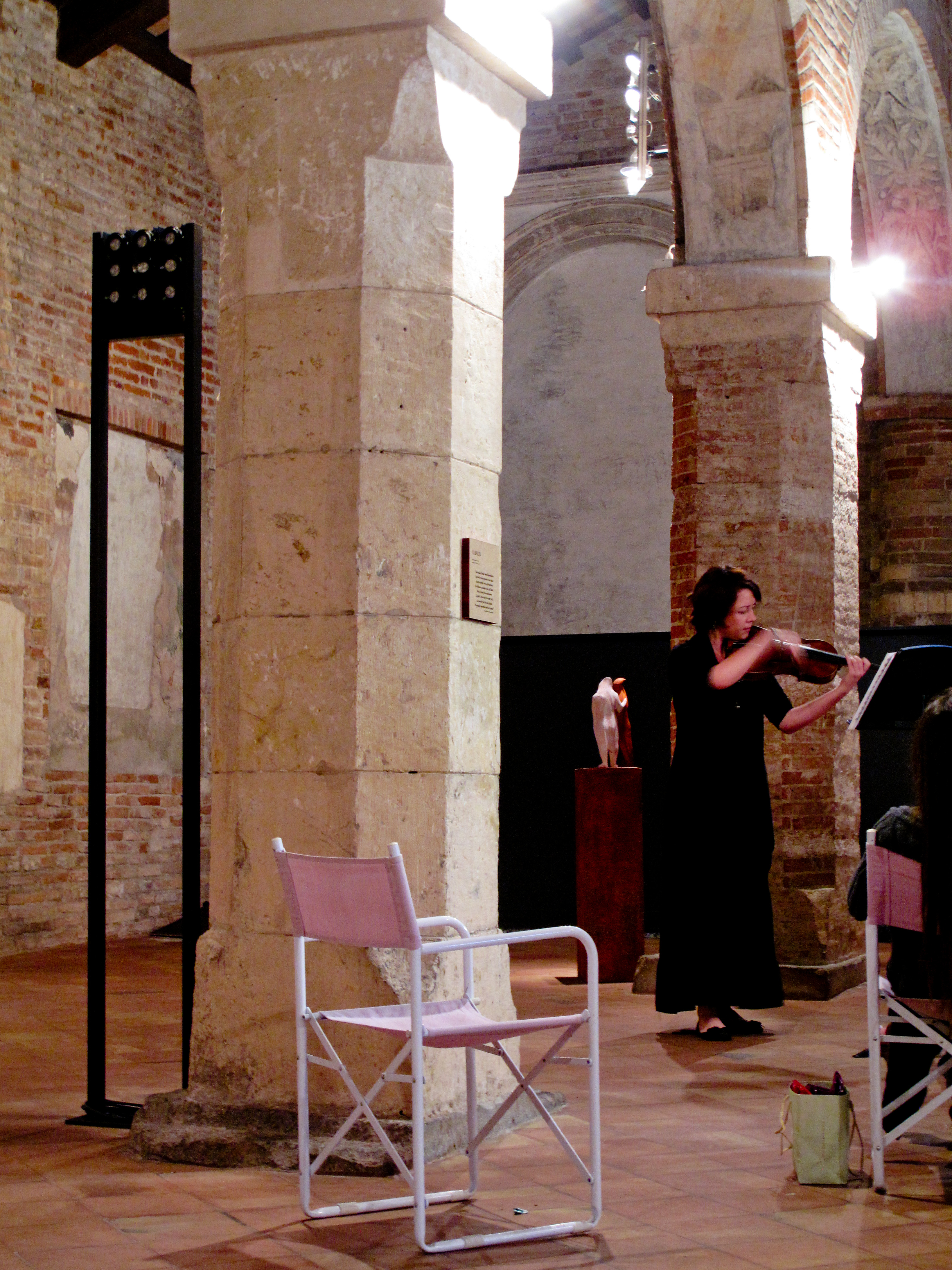
Chiesa di San Silvestro, navata sinistra
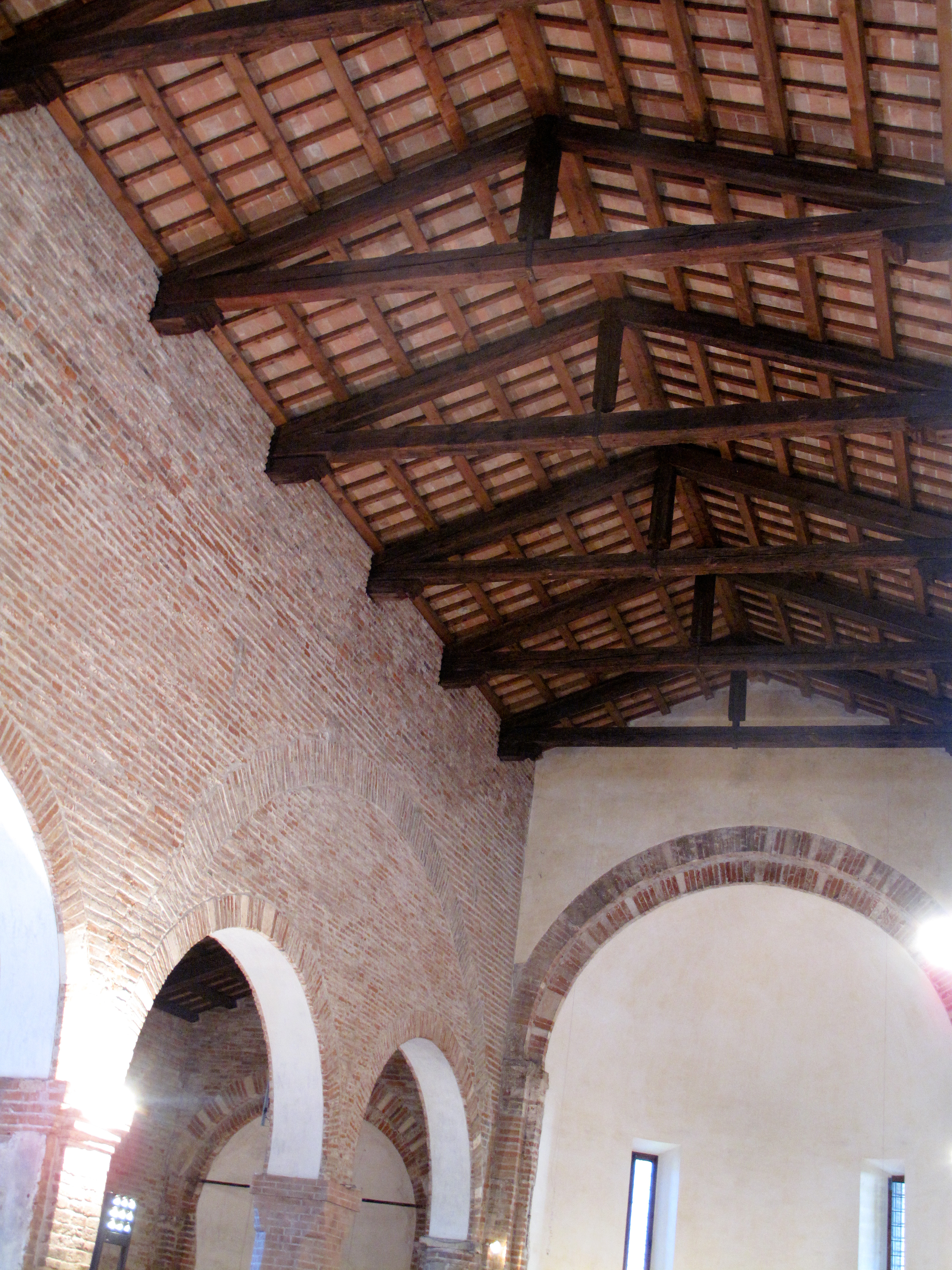
Chiesa di San Silvestro, navata centrale
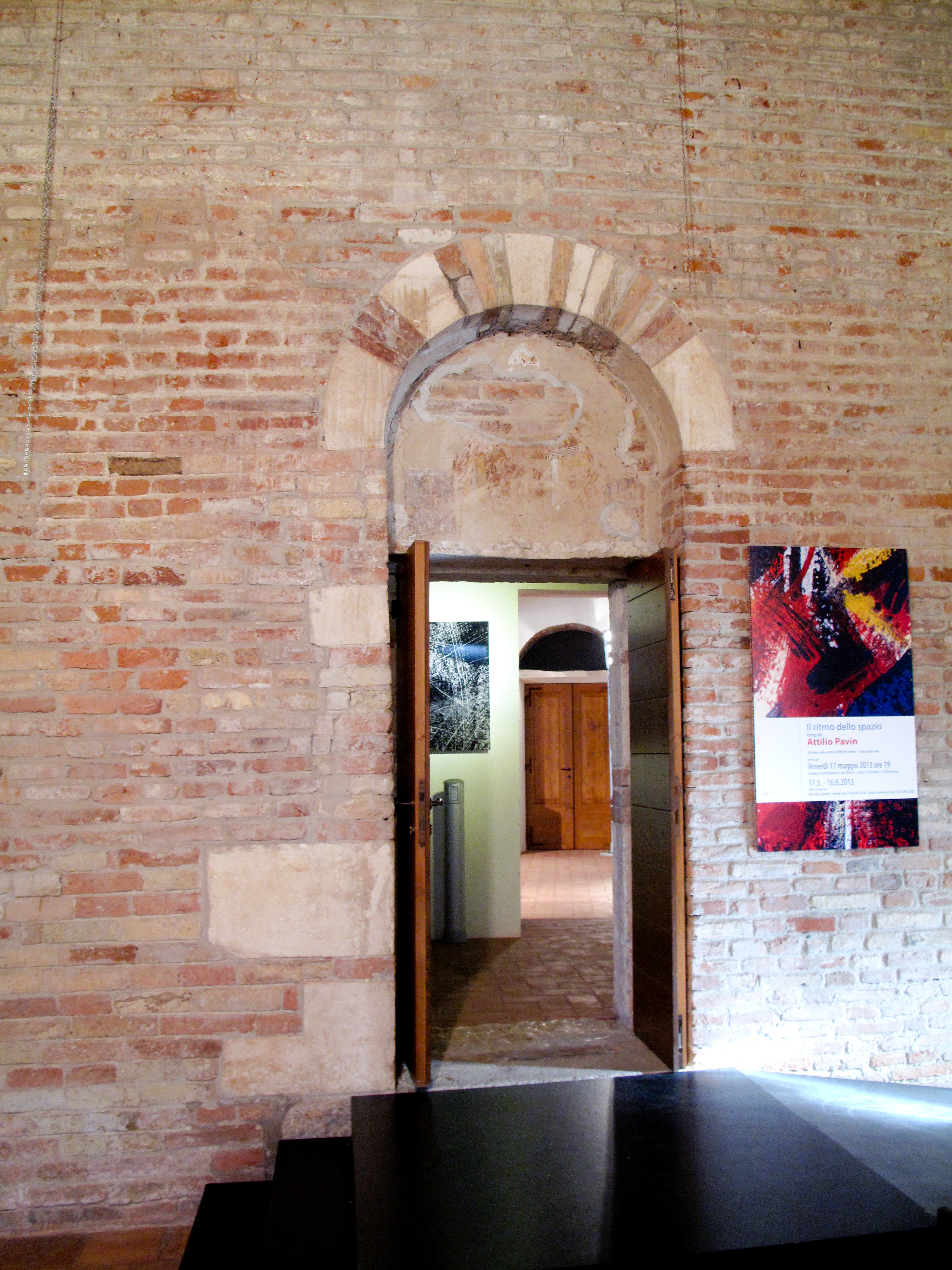
Chiesa di San Silvestro, interno, porta laterale
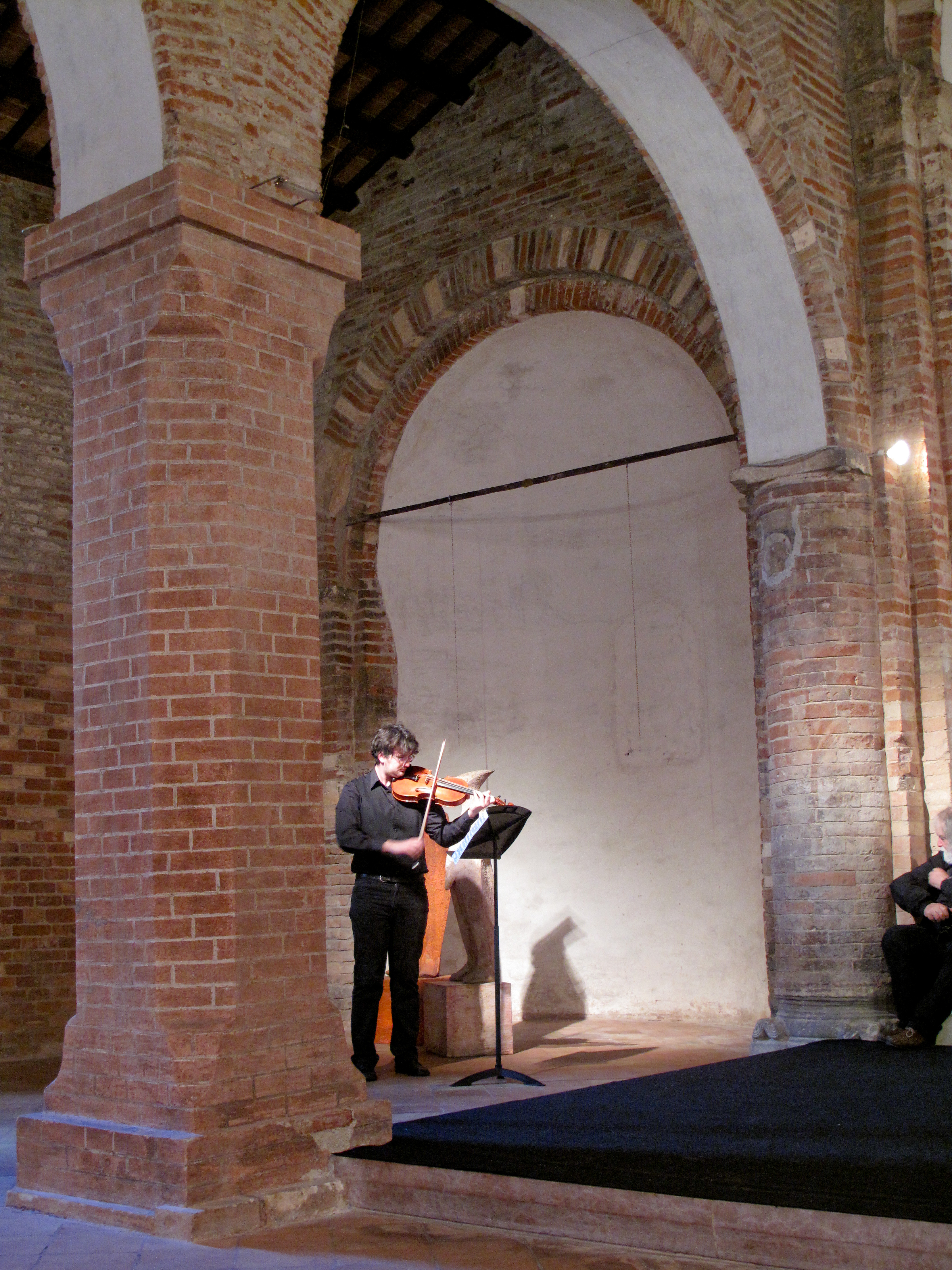
Chiesa di San Silvestro, navata destra